# Малиновка (Верхнехавский район)
Малиновка — посёлок в Верхнехавском районе Воронежской области.
Входит в состав Спасского сельского поселения.

## География

### Улицы
- ул. Алексеева,
- ул. Ковалева.

## Население
| 2000 | 2005 | 2010 |
| ---- | ---- | ---- |
| 230  | ↘159 | ↘153 |